# Ludger
Ludger, Ludgar – imię męskie Liutger pochodzenia germańskiego, złożone z członów liut ("lud, ludzie") i ger ("dzida, włócznia"), niem. Liudger. Patronem tego imienia jest św. Ludger, biskup miasta Minigardeford (późn. Monastyr, Münster).
Ludger imieniny obchodzi 26 marca.